# Велико Блашко
Велико Блашко — населенный пункт в общине Лакташи, которая принадлежит энтитету Республике Сербской, Босния и Герцеговина. По результатам югославской переписи населения 1991 года в Велико Блашко проживало 948 человек.

## Население
| 1961                           | 1971 | 1981 | 1991 | - | - | - |
| ------------------------------ | ---- | ---- | ---- | - | - | - |
| 787                            | 828  | 898  | 948  | - | - | - |
| Гистограмма динамики населения |      |      |      |   |   |   |

### Национальный состав
1971 год:
- Сербы — 816
- Хорваты — 3
- Югославы — 1
- Мусульмане — 1
- Другие — 7

1981 год:
- Сербы — 849
- Хорваты — 13
- Югославы — 31
- Другие — 5

1991 год:
- Сербы — 915
- Хорваты — 2
- Югославы — 26
- Другие — 5